# Chrístos Archontídis
Chrístos Archontídis (grec moderne : Χρήστος Αρχοντίδης), né le 26 juin 1938 à Lefkónas et mort le 22 octobre 2019, est un entraîneur grec de football.

## Biographie
Il est entraîneur de plusieurs clubs de première division grecque des années 1970 aux années 2000, du Panserraikos FC à l'Apollon Smyrnis en passant par le Pierikos, le PAS Korinthos, la Dóxa Dráma, le PAS Giannina, l'Iraklis, le Diagoras Rhodes, l'AEL Limassol, le Panachaïkí ou encore l'Athinaïkós et le PAOK Salonique.
Il est sélectionneur de l'équipe de Grèce de 1982 à 1984, pour un total de 21 rencontres.
Il dirige son premier match en tant que sélectionneur le 20 janvier 1982, en amical contre le Portugal (défaite 1-2 à Néa Filadélfia). Il dirige son dernier match le 15 février 1984, en amical contre l'Allemagne de l'Est (défaite 1-3 à Maroússi). Il enregistre un total de cinq victoires, trois nuls, et 13 défaites.